# Rue Jean-Jaurès (L'Haÿ-les-Roses)
Pour les articles homonymes, voir Rue Jean-Jaurès.
La rue Jean-Jaurès est une voie de communication de L'Haÿ-les-Roses dans le Val-de-Marne. Elle suit le tracé de la route départementale 148.

## Situation et accès
Elle commence son tracé à l'ouest, au carrefour de la rue de la Cosarde, et se termine au droit de la rue Dispan.

## Origine du nom

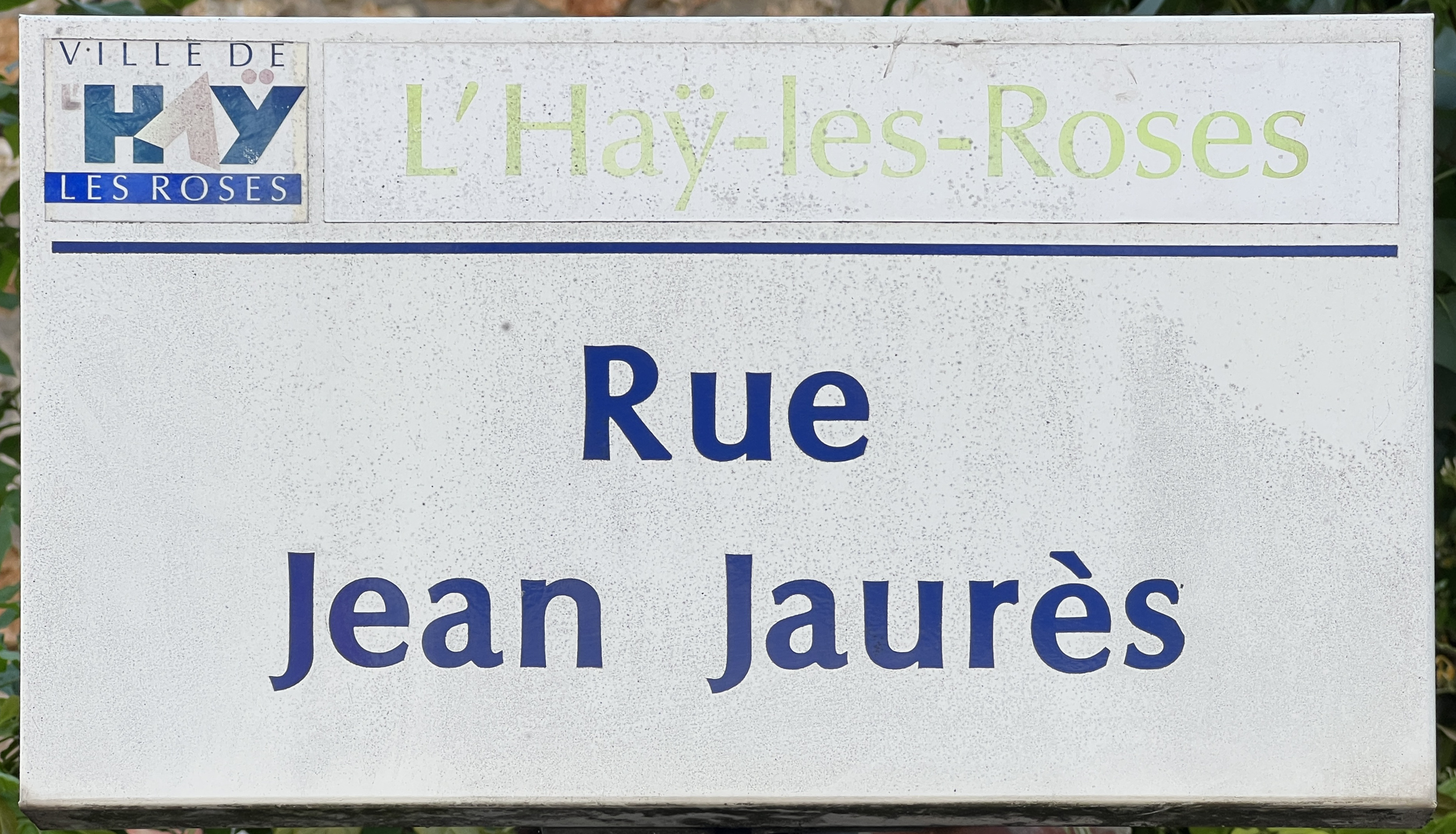
Plaque Rue Jean Jaurès.

Cette rue a été nommée en hommage à Jean Jaurès (1859-1914), homme politique socialiste français.

## Historique
Cette voie était autrefois la rue du Val,. Il existe toutefois encore une rue de ce nom dans la commune.
Des fouilles archéologiques menées avant 1931 ont mis au jour, au lieu-dit Le Clos, trois squelettes et un vase funéraire probablement d'origine mérovingienne.

## Bâtiments remarquables et lieux de mémoire

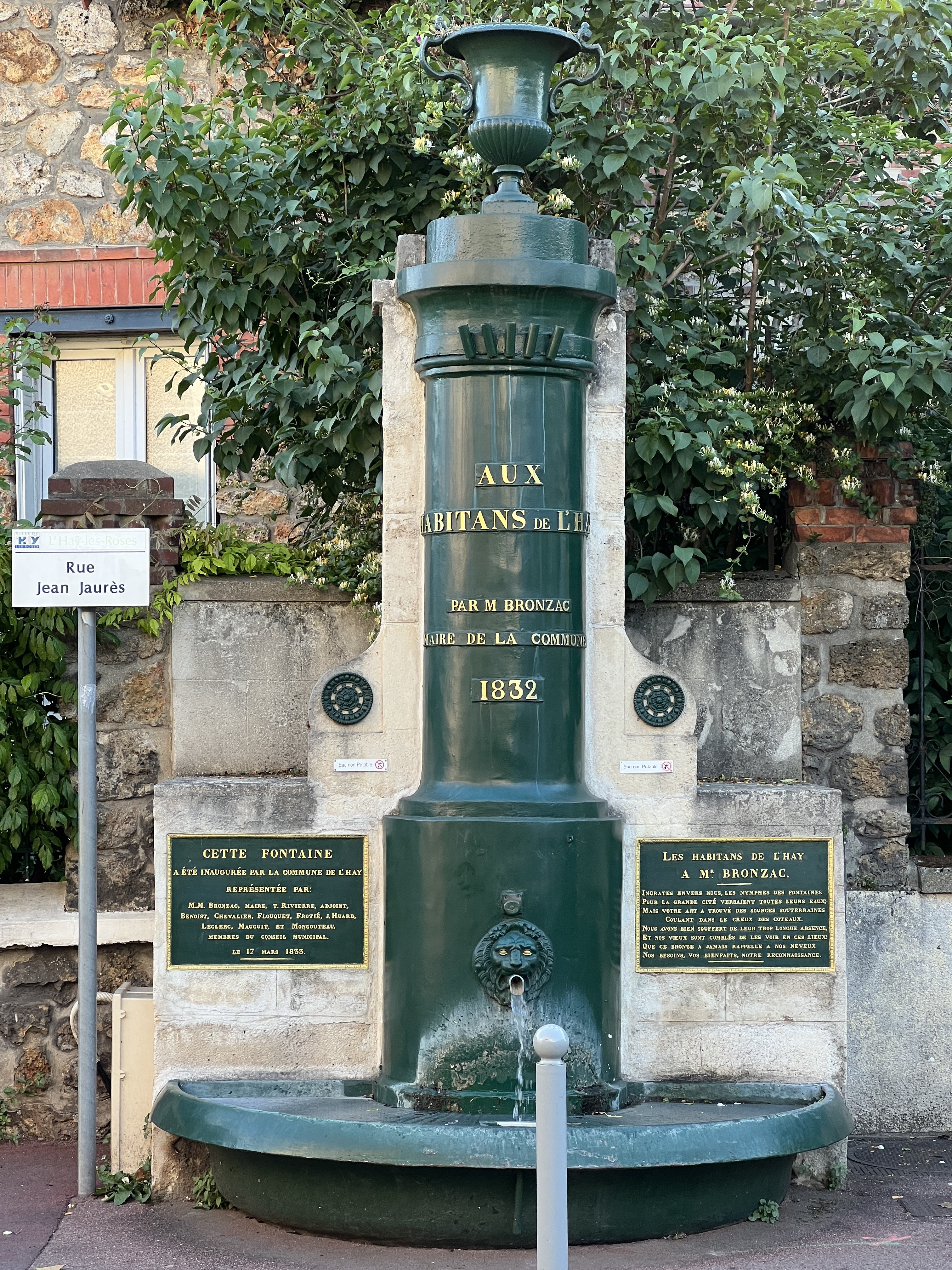
La fontaine Bronzac en 2022.

- Parc départemental de la Roseraie et roseraie du Val-de-Marne[4].
- Église Saint-Léonard de L'Haÿ-les-Roses[5].
- Hôtel de ville de L'Haÿ-les-Roses.
- Maison des Combattants, maison des Syndicats, ancienne maison Baudson.
- Fontaine Bronzac, édifiée en 1832 par Pierre Bronzac, maire de la ville[6].